# Msasani
Msasani är en administrativ shehia i distriktet Kinondoni i Dar es-Salaam, Tanzanias största stad. Enligt 2002 års folkräkning hade området 43 269 invånare. Msasani omfattar en halvö med samma namn som är belägen vid kusten mot Indiska oceanen, och ytan uppgår till 11,95 kvadratkilometer.
Området är vidare indelat i fem mindre enheter:
- Bonde la Mpunga
- Makangira
- Masaki
- Mikoroshini
- Oyster Bay